# Кевін Фолі
Кевін Фолі (англ. Kevin Foley, нар. 1 листопада 1984, Лутон) — ірландський футболіст, захисник клубу «Вулвергемптон Вондерерз».

## Клубна кар'єра
Народився 1 листопада 1984 року в місті Лутон. Вихованець футбольної школи клубу «Лутон Таун». Дорослу футбольну кар'єру розпочав 2002 року в основній команді того ж клубу, в якій провів п'ять сезонів, взявши участь у 151 матчі чемпіонату.  Більшість часу, проведеного у складі «Лутон Тауна», був основним гравцем захисту команди.
До складу клубу «Вулвергемптон Вондерерз» приєднався 2007 року. Наразі встиг відіграти за клуб з Вулвергемптона 163 матчі в національному чемпіонаті.

## Виступи за збірну
2009 року дебютував в офіційних матчах у складі національної збірної Ірландії, право виступів за яку народжений у Великій Британії гравець отримав з огляду на ірландське походження своїх батьків. Наразі провів у формі головної команди країни 8 матчів.